# Villino Dircea Gambini
Il Villino Dircea Gambini, conosciuto anche come Villino Dircea o Casa Gambini, è un edificio di Busto Arsizio progettato dall'architetto teramano Silvio Gambini per la propria famiglia e realizzato nel 1921. Il nome è dovuto alla dedica che l'architetto fece alla moglie Dircea Pedrazzini.
Sorge in via Goffredo Mameli, una delle zone che furono maggiormente interessate dall'espansione edilizia dell'inizio del XX secolo. Lo stile con cui fu progettato è un insieme di liberty e art déco, in quanto fu realizzato in una fase di transizione tra questi due stili da parte di Silvio Gambini. Si sviluppa su tre piani, il primo dei quali è riservato alla zona giorno e il secondo alla zona notte. Al piano terra si trovavano i locali di servizio.
L'edificio presenta un basamento di circa due metri di altezza in bugnato irregolare, realizzato con pietre di diversi colori e forme, mentre la parte alta delle facciate è in mattoni a vista. Le cornici delle finestre e la trifora situata sul lato est della facciata principale sono in pietra bianca che risalta sul rosso dei laterizi, mentre all'ultimo piano, tra le finestre, corre un'alta cornice decorata. La cornice di una delle finestre del primo piano è più alta delle altre e presenta un bassorilievo raffigurante dei putti.
Alcuni anni dopo la costruzione del villino, lo stesso Gambini progettò, alle spalle di quest'ultimo, il suo studio, realizzato in stile razionalista e caratterizzato da finestre a forma di oblò, tipiche di molte costruzioni di questo architetto realizzate dopo gli anni venti-trenta.